# Germenay
Germenay település Franciaországban, Nièvre megyében. Lakosainak száma 120 fő (2022. január 1.). Germenay Challement, Asnan, Chaumot, Dirol, Héry, Marigny-sur-Yonne és Moraches községekkel határos.

## Népesség
A település népességének változása:
| Lakosok száma | 141  | 141  | 146  | 145  | 137  | 129  | 121  | 118  | 120  |
|               | 2013 | 2015 | 2016 | 2017 | 2018 | 2019 | 2020 | 2021 | 2022 |